# Бёрджесс (гора)
Бёрджесс (англ. Mount Burgess), также известная как «Десятидолларовая гора» — горная вершина высотой 2599 м, расположенная в долине реки Кикинг-Хорс в национальном парке Йохо, Британская Колумбия, Канада.

## История
Гора получила своё название благодаря Отто Клотцу, который в 1886 году назвал её в честь Александра Маккиннона Бёрджесса (1850—1908). Бёрджесс был заместителем министра внутренних дел, а в 1897 году стал комиссаром государственных земель Канады. Первое восхождение было совершено Джеймсом МакАртуром в 1892 году во время исследования земель, прилегающих к Канадской Тихоокеанской железной дороге.

## Купюра
В период с 1954 по 1971 год гора Бёрджесс была изображена на оборотной стороне Канадской купюры, номиналом 10 долларов. Именно из-за этого люди часто называли её — «Десятидолларовая гора».

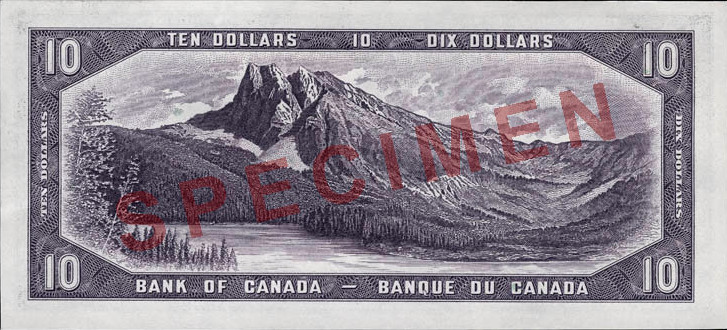
Реверс купюры 10 Канадских долларов

## Геология
В 1909 году геолог Чарльз Д. Уолкотт обнаружил на склоне горы целые «залежи» окаменелостей. Сланцы Бёрджесса — это пласт окаменелостей из черного сланца (Lagerstätte), названный в честь близлежащего перевала Бёрджесс, в котором были обнаружены новые и уникальные ископаемые. Окаменелости особенно ценны, поскольку включают придатки и мягкие части тела, которые редко сохраняются. Возраст составляет 508 миллионов лет, и это один из самых ранних пластов окаменелостей, содержащих отпечатки мягких частей тела. В 1996 году северная вершина горы Бёрджесс — была названа пиком Уолкотт, в честь геолога. Название было предложено геологом Брайаном Норфордом и впоследствии одобрено различными геологами и палеонтологами Канады, США и Великобритании.

## Климат
Согласно классификации климата Кёппена, гора Бёрджесс расположена в субарктической климатической зоне с холодной, снежной зимой и мягким летом. Температура может опускаться ниже −20 °C, а ветро-холодовой индекс ниже −30 °C. Осадки с горы стекают в озеро Эмералд.

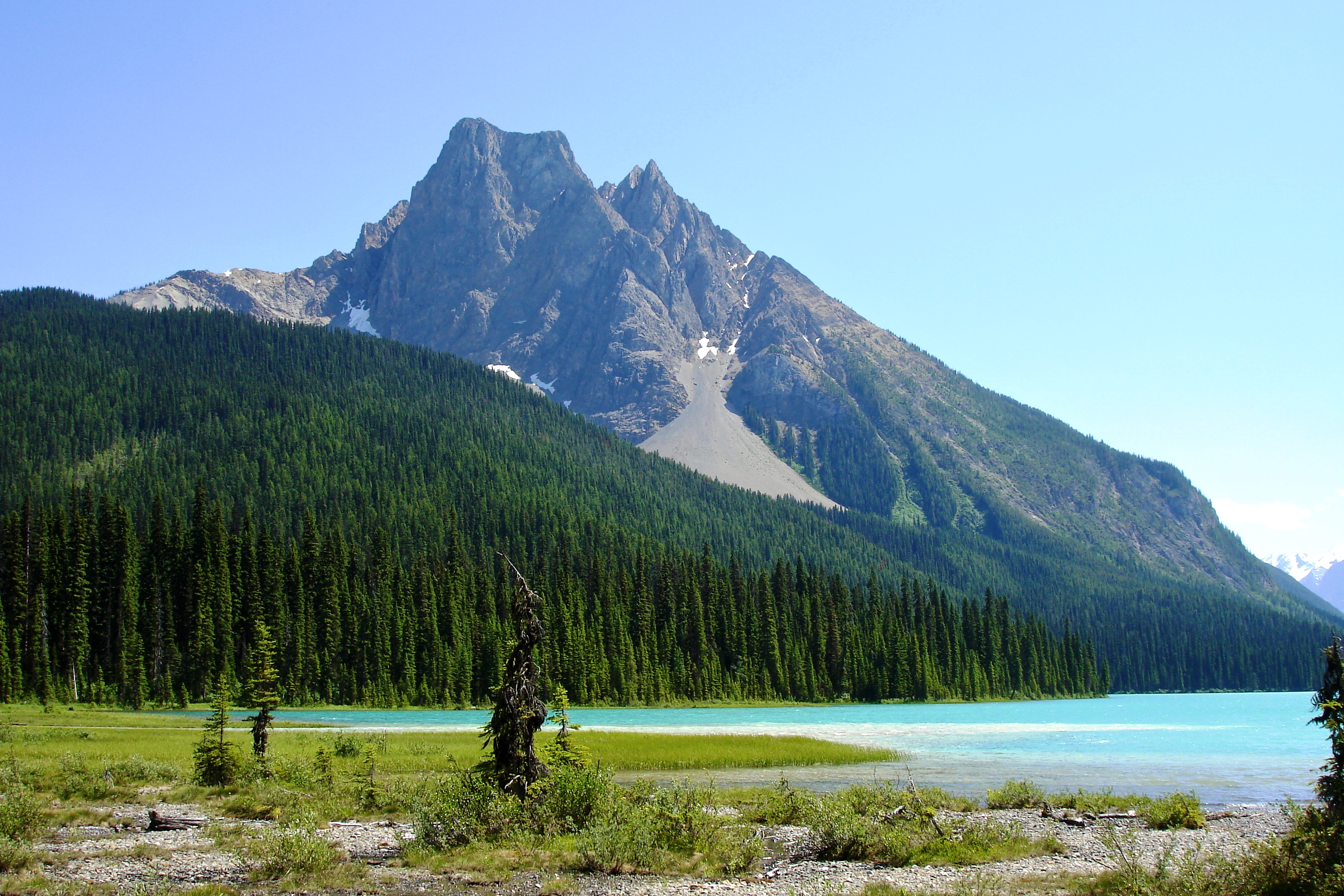
Озеро Эмералд и гора Бёрджесс